# NGC 5366
NGC 5366 في الفهرس العام الجديد، هي مجرة، تقع في كوكبة العذراء. اكتشفت في 8 يونيو 1866 بواسطة جورج فيلبس بوند.

## روابط خارجية
- NGC 5366 على موقع ويكي سكاي: DSS2, SDSS, GALEX, IRAS, Hydrogen α, X-Ray, Astrophoto, Sky Map, Articles and images